# Edmund Howard, 1. vikomt Fitzalan
Edmund Bernard Fitzalan-Howard, 1. vikomt Fitzalan (lord Edmund Talbot) (Edmund Bernard Fitzalan-Howard, 1st Viscount Fitzalan of Derwent) (1. června 1855, Londýn, Anglie – 18. května, Cumberland Lodge, Anglie) byl britský státník z významného šlechtického rodu Howardů, většinu své politické kariéry byl znám pod jménem lord Edmund Talbot  Byl dlouholetým poslancem za Konzervativní stranu a zastával nižší funkce ve vládním aparátu, nakonec byl posledním místokrálem v Irsku. V roce 1921 s titulem vikomta vstoupil do Sněmovny lordů, byl též rytířem Podvazkového řádu.

## Politická kariéra
Pocházel z hlavní linie Howardů, která od roku 1842 užívala jméno Fitzalan–Howard. Byl třetím synem 14. vévody z Norfolku, po matce Augustě Lyons (1821–1886) byl vnukem admirála Edmunda Lyonse, v roce 1876 přijal jméno Talbot a jako syn vévody užíval titul lorda. V letech 1894–1921 byl poslancem Dolní sněmovny za Konzervativní stranu, koncem 19. století byl soukromým tajemníkem ministra zahraničí a války, poté se aktivně zúčastnil búrské války a dosáhl hodnosti podplukovníka. V roce 1905 byl krátce lordem pokladu, v koaličních vládách H. Asquitha a D. Lloyd George byl parlamentním tajemníkem na ministerstvu financí (1915–1921). V letech 1917–1929 byl zástupcem nejvyššího maršálka království a v roce 1918 byl jmenován členem Tajné rady. V letech 1921–1922 byl irským místokrálem. Od roku 1685 byl prvním katolíkem, který zastával tuto funkci, zároveň byl posledním místokrálem před rozdělením Irska na Severní Irsko a Irskou republiku. Od roku 1921 byl také členem irské Tajné rady, v roce 1921 získal titul vikomta Fitzalana a vstoupil do Sněmovny lordů, zároveň se vrátil k rodovému příjmení Fitzalan–Howard. V roce 1925 získal Podvazkový řád. Mimo jiné byl též smírčím soudcem v hrabství Sussex.
Jeho manželkou byla Mary Towneley-Bertie (1859–1938), dcera 7. hraběte z Abingdonu. Dědicem titulu byl syn Henry Fitzalan–Howard, 2. vikomt Fitzalan (1883–1962), který byl v hodnosti kapitána zraněn za první světové války, později byl tajemníkem irského místokrále (1921–1922), jímž byl tehdy jeho otec. Úmrtím druhého vikomta v roce 1962 titul zanikl.